# Josef Stuchlý
Ing. Josef Stuchlý, M.A. (* 10. srpna 1966 Ostrava) je římskokatolický kněz, bývalý provinciál České provincie Tovaryšstva Ježíšova. Jmenován do funkce byl v říjnu 2012, úřadu se ujal 3. února 2013. V dubnu 2019 jeho funkci převzal Petr Přádka, Josef Stuchlý začal působit jako rektor baziliky na Svatém Hostýně a superior tamní komunity.

## Život
V roce 1990 promoval v Ostravě na Vysoké škole báňské jako strojní inženýr. Do jezuitského řádu vstoupil v roce 1991 a noviciát absolvoval na Svatém Hostýně a v Kolíně. V letech 1993–1996 studoval filosofii v Krakově. Do roku 1997 působil v Olomouci, kde mimo jiné dohlížel na stavební úpravy budov nové komunity a řádového studijního a výzkumného Centra Aletti. V letech 1997–2002 vystudoval teologii v Dublinu a Londýně.
Kněžské svěcení přijal z rukou arcibiskupa Jana Graubnera v dubnu 2002 na Svatém Hostýně. V následujících dvou letech studoval psychologii v americkém Bostonu. Po návratu do Česka se stal představeným jezuitské rezidence a studentským kaplanem v Brně. Koncem roku 2006 byl jmenován národním koordinátorem vysokoškolské pastorace.
V letech 2013 až 2019 byl provinciálem České provincie Tovaryšstva Ježíšova, poté se stal rektorem baziliky na Svatém Hostýně a superiorem tamní komunity.